# Музей на Ювентус (Торино)
Музеят на Ювентус (на английски: Juventus Museum, съкращавано като J-Museum) е спортно-исторически музей в град Торино, регион Пиемонт, Северна Италия, посветен на футболен клуб Ювентус.
Със своите няколко хиляди посетители месечво той е най-посещаваният спортен музей в цяла Италия и сред основните туристически атракции в града и региона.

## История
Идеята за музей на историята на Ювентус присъства в първия проект за закупуване и ремонт на съществувалия до 2009 г. в Торино Алпийски стадион, представен от тогавашното ръководство на клуба в средата на 90-те год. на 20 век. Тя е предложена повторно през 2008 г. във втория проект, довел до изграждането на стадион Ювентус/Алианц на мястото на предходната структура.
През втората половина на 2008 г. е създаден научен комитет, състоящ се от торинския историк Джовани Де Луна, професора от Торинския университет Паоло Бертинети, колекционера Ермано Виторио и спортния журналист Дарвин Пасторин, а архитектурното изграждане на изложбеното пространство е поверено на студио Camerana & Partners в сътрудничество с Dedalo Studio под координацията на архитект Бенедето Камерана. Цялото мултимедийно оформление на музея е дело на бизнес групата Nussli. Акцентът е поставен върху технологичния и интерактивния аспект, без да бъде забравена традиционната музейна среда, предназначена за излагане на ценни предмети от исторически и културен интерес.
С обща инвестиция от 15 млн. евро сградата на музея е построена между есента на 2011 г. и пролетта на 2012 г. Музеят е открит от президента на Ювентус Андреа Аниели на 16 май 2012 г. по случай 115-ата годишнина от институционалното основаване на ФК Ювентус – един от най-старите в Италия, както и собственик на структурата. Аниели назначава журналиста Паоло Гаримберти за негов директор. Музеят е включен както в обиколката на стадион Алианц, така и в градската и регионалната музейна верига, и получава похвалите на представителите на властта и на културата в Торино.
Поради увеличаването на броя на посетители през първите 6 месеца на дейност на 1 октомври 2012 г. музеят се присъединява към Федерацията на футболните музеи, а през 2013 г. става част от абонаментната карта за музеите в Торино и Пиемонт.
Музеят е разположен на площ от 1500 кв. м. в сграда, намираща се между Северния завой (Curva Nord) и Източната трибуна (Tribuna Est) на стадион Алианц. Той е изцяло двуезичен (на италиански и на английски език) с възможност за автономно използване на различните мултимедийни съдържания. Освен със зали за постоянна изложба музеят разполага със зала за временни изложби и зала за образователни и културни дейности.
За желаещите да се задълбочат още повече в историята на Ювентус е на разположение туристическа обиколка с автобус (Juventus City Tour) от стадион Ювентус през най-значимите места за Ювентус: социалния център, центъра на тренировки във Виново, историческите площади на първата столица на Италия – Торино, фабриката Лингото и много други символни места за Торино и Ювентус.

## Колекция
Изложбата е организирана в две различни пространствено и концептуално части. Основният маршрут е определен от непрекъснати и вълнообразни панели, проследяващи историята на клуба, докато в откритото пространство посетителят се среща с тематични устройства, при което историята на Ювентус излиза извън футболните зони и се простира в ежедневието.
Първият етаж е разделен на 8 зали. 6 са изложбени и включват карта на Земното кълбо с „Юве по света“ (La Juve nel Mondo), на която са отбелязани всички спортни събития, на които отборът се е представял от 1900 г. насам.

### Зала „Юве вкарва гол“ (La Juve segna)
Елиптичен салон, в който се прожектират аудиовизуално головете на играчите на отбора.

### Основна зала (Sala principale)
Залата е разделена на две части. Първата проследява основите и историческото развитие на клуба в спортен, социален и културен контекст, като тук влизат устни и писмени свидетелства на различни личности, аудиовизуални материали, официални документи, медийни публикации и др., показващи важната роля на ФК Ювентус в историята на град Торино и Италия. Втората част показва умалени модели на клубните съоръжения като старото Игрално поле на Ювентус (Campo Juventus), Общинския стадион (Stadio comunale) и съвременния стадион Алианц, както и фланелките на всички играчи, изиграли поне 300 мача в официални състезания, интерактивни холограми в пълен размер на известни клубни треньори като Джовани Трапатони и Марчело Липи, които разказват спомени, любопитни моменти и интересни факти, и висока около 3 метра възпоменателна колона с надпис на английски език „In Memory“ в памет на 39-те жертви на трагедията на Хейзел. Тук влизат постоянни изложби, като тези с аудиовизуални материали, посветени на привържениците на отбора, „Двете фабрики“ – за връзката на Ювентус с ФИАТ, „Ювентус разказва“ – за неговото присъствие и влияние в киното, радиото, телевизията, литературата и музиката, и за приноса на клуба за Националния футболен отбор на Италия през цялата му история и особено по време на Световните първенства.

### Трофейният храм (Il Tempio dei Trofei)
Кръгла зала, в която са изложени редица трофеи, сред които официалните трофеи, спечелени от първия отбор на Ювентус: Италианското първенство, вкл. и Федералната плоча, спечелена през 1905 г., Купата на Италия, Суперкупата на Лигата, Междуконтиненталната купа, Купата на Европа/Шампионската лига, Купата на носителите на купи, Купата на УЕФА, Купа Интертото и Суперкупата на УЕФА, което го прави единственото място в Европа и Азия, в допълнение към административната централа на УЕФА в Нион (Швейцария), където за постоянно са изложени трофеите от 6-те състезания на УЕФА. Събитията са представени чрез игра на стробоскопични светлини и видео от момента на връчване на трофея.

### Сферата (La sfera)
Зала, допълваща изложбата Италиански братя (Fratelli d'Italia), в която се прожектират фотографии, аудио и видео изображения на играчи на Ювентус – участници в Националния А отбор, вкл. и 22-мата победители в Световната купа в периода им на участие в клуба.

### Отборът (La squadra)
Мултимедийна стая в импресионистичен стил, посветена на първия черно-бял отбор и на всички хора, свързани с него. Включва достоверно възпроизвеждане на съблекалнята на отбора на стадион Алианц.

### Чак до края... (Fino alla fine...)
Последната зала на изложбата, където се прожектира 6-минутен триизмерен късометражен филм на 360 градуса, който представя маршрута на играчите от съблекалните до стадиона, възпроизвеждайки атмосферата на самия стадион. Това е осъществено чрез уникална система на многопроекционен AV Stumpfl върху елиптични стени, който възпроизвежда спортното събитие. На пода има синтетична трева за още по-реалистично преживяване.

### Експонатите на музея
Сред повече от 400-те постоянни експоната можем да открием:
- Пейката, на която е основан клубът през есента на 1897 г. Намирала се е на ъгъла на бул. Ре Умберто и бул. Виторио Емануеле. На нея на 1 ноември 1897 г. няколко ученика от лицей „Масимо Д'Адзельо“ основават спортен клуб Ювентус, който се нарича футболен от 1899 г.
- Документи на дружеството, най-старият от които е от 1903 г., удостоверяващи основаването и първите 15 год. на клуба, дело на Енрико Канфари
- Няколко картини, дело на вратарите на Ювентус Луиджи Дуранте и Енрико Паулучи
- Tекстът и ръкописната партитура на първия химн на дружеството, написан от торинския поет Корадо Корадино през 1915 г.
- Договорът за купуване на Джампиеро Бониперти през 1946 г., както и обувките, които използва в последния мач в кариерата си през 1961 г.
- Фланелки и тренировъчни екипи с автографи на важни играчи като Омар Сивори и Джон Чарлз;
- Екипът, носен от Фабио Капело в сезон 1969-70 г.

- Ленти с автограф на исторически капитани на отбора като Роберто Баджо и Алесандро Дел Пиеро
- Обувките на Мишел Платини
- Екипът, носен от Гаетано Ширеа на втората среща на финала на Купата на УЕФА 1976-77 г. срещу Атлетик Билбао
- Фланелката на Бениамино Виньола от финала за Купата на носителите на Купи 1983-84 г. срещу Порто
- Билет от втората среща на финала на Купата на УЕФА 1992-93 г. срещу Борусия Дортмунд
- Фланелката на Фабрицио Раванели от финала на Шампионската лига 1995-96 г. срещу Аякс
- Tактическите схеми и бележките на Марчело Липи
- Фланелката на Алесандро Дел Пиеро използван в Междуконтиненталната купа през 1996 г. срещу Ривър Плейт;
- Призът „Златна топка“ на сп. France Football, присъден на Омар Сивори (1961 г.) и на Павел Недвед (2003 г.)
- Обувките и топката на Омар Сивори
- Топката от мача с Каляри, благодарение на който Ювентус спечелва Италианското първенство за 2011 - 2012 г.
- Oригиналите на Купата на шампионите на Италия и Купата на Италия, както и индивидуалните награди, спечелени от играчи като Джанлуиджи Буфон, както и копия на всички основни трофеи, спечелени от първия отбор на Ювентус
- Постоянната изложба „Италиански братя“ (Fratelli d'Italia) с множество предмети със спортна стойност, свързани с т. нар. „Черно-бели в синьо“ (играчите на Ювентус в Националния отбор по футбол на Италия), сред които: Trophée Victoire (Купа Жул Риме), получена от Италианския национален отбор след триумфа му през 1938 г. заедно със снимка с автографи на членовете на отбора победител и на тогавашния технически комисар Виторио Поцо; шортите, използвани от Гаетано Ширеа, както и фланелките на Паоло Роси и Марко Тардели от финалния мач между Италия и Западна Германия през 1982 г. на 12-ото Световно първенство по футбол; Фланелката на Алесандро Дел Пиеро от Световното първенство по футбол през 2006 г. и копие на Купата на ФИФА, присъдена на церемонията по награждаването след финала между Синия отбор и Франция, отпразнуван в Берлин на 9 юли 2006 г.
- Музеят е обогатен с две нови секции, съдържащи предмети от триумфите на отбора от най-новата му история и предмети, дарени на Ювентус от представители на други спортове като трофеи, боксови ръкавици, известни мотоциклетни каски и няколко олимпийски златни медала
- От 2016 г. музеят разполага с двуезична мултимедийна картотека на 5 103-инчови мултитъч табла с ширина 130 х 240 см., управлявани от софтуер, разпределен на 8 станции, който показва чрез обратна връзка от потребителите видеоклипове, изображения, музика и картоните на всички играчи и треньори, играли в Ювентус от основаването му през 1897 г., както и набор от значими мачове. В архива има селекция от коментари от спортни радиопредавания от 30-те год. на XX век от журналисти като Николо Карозио, Алфредо Провенцали, Енрико Амери и Сандро Чоти, вкл. и излъчване на мача, валиден за Междуконтиненталната купа от 1985 г. между Ювентус и Архентинос Хуниорс, считан от специализираната преса за най-доброто издание в историята на турнира.

## Полезна информация
С предварителна резервация.
Безплатен достъп:
- Лица под 6 г.
- Лица в неравностойно положение със 100% инвалидност
- Притежатели на карта Abbonamento Musei Piemonte Valle d'Aosta, безплатно само за музея

До него се стига:
- с градски транспорт: от ЖП гари Порта Нуова автобус n. 67 до сп. Treviso или метролиния 1 до метростанция Fermi и после n. 72 до сп. XVIII Dicembre; от Порта Суза автобус n. 60 до сп. Brin и после n. 72; автобус n. 59 до сп. Traves и после пеша 1 км
- с кола (автомагистрала А55), възможност за дневен паркинг за притежателите на карта за стадион Алианц
- с влак: пеша от ЖП гара Rigola-Stadio (спирка във Венария Реале на ЖП мрежата SFM на Метрополен град Торино Торино-Черес);
- с туристически автобус City Sightseeing Torino.
- За да влезете по-лесно в зоната на музея, можете да минете през входа на югоизток, разположен между мол „Area 12“ и хипермаркет „Направи си сам“ или от североизточната страна между мола и зоната на ресторанта, като избягвате да минавате през самия мол.